# Dijapauza
Dijapauza je stadij potpunog mirovanja u razvoju neke biljne ili životinjske vrste. Uvjetovana je klimatskim (zima, suša, glad, vrućina i sl.) ili nasljednim čimbenicima. Tako neke životinje u nepovoljnim razdobljima proizvedu jaja zaštićena otpornim ovojnicama koje za neko vrijeme zapriječe razvoj (npr. mnogi kukci, vodenbuhe, kolnjaci), a u nekih je životinja dijapauza normalna pojava u tijeku samog razvoja (npr. u kukca gubara).
Dijapauza se razlikuje od hibernacije (zimskog sna) po tome što u dijapauzi organizam potpuno miruje, a u hibernaciji se njegove životne funkcije samo uspore.